# Прогресс М-46
Прогресс М-46 — транспортный грузовой космический корабль (ТГК) серии «Прогресс», запущен к Международной космической станции. 8-й российский корабль снабжения МКС. Серийный номер 246.

## Цель полёта
Доставка на МКС более 2500 килограммов различных грузов, в числе которых топливо для двигательных установок орбитальной станции, кислород, воздух, питьевую воду, приборы для научных экспериментов, две новые аккумуляторные батареи, бортдокументацию, контейнеры с продуктами питания, посылки для экипажа.

## Хроника полёта
- 26.06.2002, в 09:36:29.859 (MSK), (05:36:29.859 UTC) — запуск с космодрома Байконур;
- 29.06.2002, в 10:23:00 (MSK), (06:23:00 UTC) — осуществлена стыковка с МКС к стыковочному узлу на агрегатном отсеке служебного модуля «Звезда». Процесс сближения и стыковки проводился в автоматическом режиме;
- 24.09.2002, в 17:58:49 (MSK), (13:58:49 UTC]) — ТГК отстыковался от орбитальной станции и отправился в автономный полёт.

## Перечень грузов
Суммарная масса всех доставляемых грузов: 2580 кг
| Название                                                                                        | Масса (кг) |
| ----------------------------------------------------------------------------------------------- | ---------- |
| Топливо в баках системы дозаправки                                                              | 825        |
| Газ в баллонах средств подачи кислорода (СрПК):                                                 |            |
| Кислород                                                                                        | 50         |
| Топливо в КДУ для нужд МКС                                                                      | 250        |
| Грузы, доставляемые в герметичном отсеке (суммарная масса — 1455 кг):                           |            |
| Оборудование для систем:                                                                        |            |
| обеспечения газового состава (СОГС)                                                             | 28         |
| водообеспечения (СВО)                                                                           | 86         |
| обеспечения теплового режима (СОТР)                                                             | 6          |
| Оборудование для дооснащения и обслуживания бортовых систем                                     | 298        |
| Средства санитарно-гигиенического обеспечения (ССГО)                                            | 256        |
| Научная аппаратура                                                                              | 2          |
| Контейнеры с рационами питания, свежие продукты                                                 | 347        |
| Медицинское оборудование, бельё, средства личной гигиены и профилактики воздействия невесомости | 216        |
| Оборудование для ФГБ «Заря»                                                                     | 177        |
| Бортдокументация, посылки для экипажа, комплект для фотоаппаратуры                              | 39         |

## Научная работа
В ходе автономного полёта ТГК проводились «тест-эксперименты по наблюдению подстилающей поверхности Земли в районах Российской Федерации, пострадавших от стихийных бедствий а также техногенных воздействий».